# 兒童權利公約
《兒童權利公約》（英語：Convention on the Rights of the Child，簡稱CRC）是一項有關兒童權利的國際公約。聯合國在1989年11月20日的會議上通過該有關議案，1990年9月2日生效。
《儿童权利公约》适用于全世界的儿童，即未滿18岁的所有人。
《兒童權利公約》是首條具法律約束力的國際公約，並涵蓋所有人權範疇，保障兒童在公民、經濟、政治、文化和社會中的權利。這公約共有196個締約國，得到绝大部份聯合國成員國承認（或有條件承認），截止至2025年，當中只有美國沒有加入。
《兒童權利公約》的四大基本原則維護兒童的權利：生存權利、發展權利、參與權利、受保護權利。

## 公約內容
《兒童權利公約》定下共54項條款和3個任择议定书。公約定義的兒童是指年齡未滿18歲的每一個人，除非締約國的法律另有訂明。公約保障了兒童的生存和全面發展，使其免受剝削、虐待或其他不良影響，同時確保兒童有權參與家庭、文化和社交生活。
《兒童權利公約》首41項條文保障每一位兒童的權利，必須受到重視和保護，並根據公約原則實踐；第42至45條，闡述政府的義務，包括如何推廣和實踐公約等，要求締約國定期提交報告檢討公約的實施情況。46至54條則為締約、修訂條文的程序和聯合國在公約中的角色。另外，公約下的「兒童被捲入武裝衝突」和「販賣兒童、兒童賣淫和兒童色情製品」的任择议定书，分別於2002年1月18日和2月12日生效；关于个人来文制度的任择议定书，则于2014年4月14日生效。

## 聯合國兒童權利委員會
「聯合國兒童權利委員會」是監察締約國執行「公約」和「任择议定书」的機構。締約國須於首2年內向委員會報告，檢討國內的兒童人權狀況，其後每5年報告一次。該委員會以18人組成，由成員國投票選出，委員包括各地的人權專家和「高道德水平」的人士。

## 條約實行

### 美國
1995年2月16日，前美國常驻联合国代表奧爾布賴特簽署有關公約，但美國憲法規定，履行公約前必須得到三份之二的參議院議員同意，經過多年爭議後，公約仍未獲得正式施行。

### 香港
1994年，英國政府將《兒童權利公約》擴展至英國其他屬土，包括香港。而中華人民共和國早於1991年核准《兒童權利公約》，故1997年香港主權移交以後，公約繼續適用於香港。現時香港有一系列法律保障兒童權利，例如《保護兒童及少年條例》、《侵害人身罪條例》、《教育條例》、《領養條例》、《擄拐和管養兒童條例》、《僱傭條例》附屬法例《僱用兒童規例》等等。為履行《兒童權利公約》的《关于买卖儿童、儿童卖淫和儿童色情制品问题的任择议定书》，香港在2003年12月19日施行《防止兒童色情物品條例》，禁止在港人士管有兒童色情物品。
2005年，香港特別行政區政府第一次提交並向聯合國兒童權利委員會匯報《兒童權利公約》於香港落實的情況。

### 臺灣
2011年11月30日公布修正之《兒童及少年福利與權益保障法》，已納入兒童權利公約之精神及內容。為銜接國際，立法院2014年5月20日三讀通過《兒童權利公約施行法》，6月4日總統馬英九公布，同年11月20日起施行（come into effect），每五年提出一次國家報告，並邀請專家來台審查。行政院於2016年11月提出首次國家報告，隔年11月20日至24日接受國際審查。監察院國家人權委員會成立後，也在第二次國家報告中提出獨立評估意見。
為周延法制程序，衛生福利部擬具兒童權利公約正體中文版草案，並經行政院2014年11 月7日審議通過，立法院於2016年4月22日審議通過（ratification）。總統蔡英文於2017年5月17日公布（promulgation）。

## 外部連結
- 聯合國兒童基金會官方頁面（页面存档备份，存于）
- 兒童權利公約 （页面存档备份，存于）
- 聯合國兒童基金香港委員會網站
- 童夢同想 （页面存档备份，存于） ─ 香港首個兒童主導組織，以推廣聯合國兒童權利公約為己任
- 兒童權利公約 - 關於執行《兒童權利公約關於買賣兒童，兒童賣淫和兒童色情製品的任擇議定書》的準則 （页面存档备份，存于） - 2019年5月